# Einar Arnórsson

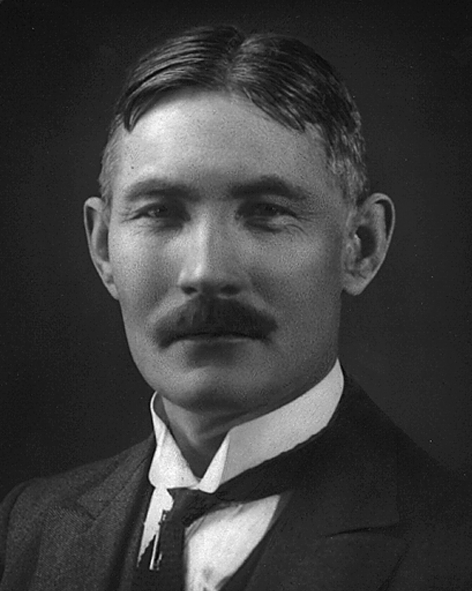
Einar Arnórsson (um 1915)

Einar Arnórsson (* 24. Februar 1880; † 29. März 1955) war ein isländischer Politiker der Unabhängigkeitspartei (Sjálfstæðisflokkur) und Premierminister von Island.

## Biografie
Nach dem Schulbesuch absolvierte er ein Studium der Rechtswissenschaften an der Universität Kopenhagen, das er 1906 mit der Graduation abschloss. Nach seiner Rückkehr war er zunächst als Journalist tätig und als solcher 1907 Chefredakteur der bis 1911 erscheinenden Tageszeitung Fjallkona (Bergfrau). Im Anschluss daran folgte bis 1915 eine Berufung zum Professor für Rechtswissenschaften an die Universität Island (Háskóli Íslands).
Seine politische Laufbahn begann 1914 mit seiner Wahl zum Abgeordneten des Althing, in dem er zunächst bis 1919 die Interessen der alten Unabhängigkeitspartei vertrat. Am 4. Mai 1915 wurde er als Nachfolger seines Parteifreundes Sigurður Eggerz Premierminister von Island (Ráðherrar Íslands). Dieses Amt übte er als letzter Premierminister im Rahmen der Selbstverwaltung vom dänischen Mutterland knapp eineinhalb Jahre bis zum 4. Januar 1917 aus und übergab es dann an Jón Magnússon, dem ersten Premierminister eines unabhängigen Staates Island, das sich mit dem Vertrag vom 1. Dezember 1918 von Dänemark loslöste, aber einem gemeinsamen König (Christian X.) unterstellt war.
Im Anschluss kehrte er als Professor für Rechtswissenschaften an die Universität Island zurück und hatte den Lehrstuhl bis 1922 inne. Während dieser Zeit war er auch 1918 bis 1919 Rektor der Universität. Zugleich war er wieder als Journalist tätig und 1919 bis 1920 Herausgeber der Zeitungen Ísafold und Morgunblaðið. Zwischen 1922 und 1928 war er erster Steuerkommissionär Islands (Skattstjóri). Zwischen 1929 und 1930 war er wiederum Rektor der Universität Islands. 1930 wurde er Herausgeber und Chefredakteur des Magazins Skírnir – Tímarit Hins íslenzka Bókmenntafélags.
Zwischen 1931 und 1932 war er wiederum Abgeordneter des Althing, wo er diesmal die Interessen der 1929 gegründeten Unabhängigkeitspartei (Sjálfstæðisflokkur) vertrat. Grund für sein Ausscheiden aus dem Parlament 1932 war seine Berufung zum Richter am Obersten Gericht (Hæstiréttur), dem er zunächst bis 1942 angehörte. Von 1936 bis 1939 war er auch Herausgeber des Magazins Blanda. Am 16. Dezember 1942 wurde er dann von seinem alten Studienfreund und jetzigen Premierminister Björn Þórðarson als Justiz- und Erziehungsminister (Dómsmála- og Menntamálaráðherra) in dessen Kabinett berufen, dem er bis zum 21. September 1944 angehörte. Nach seinem Ausscheiden aus der Regierung kehrte er bis 1945 als Richter an das Oberste Gericht zurück. Später war er noch von 1950 bis 1954 Herausgeber der Zeitung Saga und von 1951 bis 1953 von Tímarit lögfræðinga.
Seine 1908 geborene älteste Tochter Ingibjörg Einarsdóttir heiratete 1930 den Schriftsteller und späteren Literaturnobelpreisträger Halldór Laxness, von dem sie allerdings 1944 geschieden wurde.

## Veröffentlichungen
- Dómstólar og réttarfar á Íslandi. Jóh. Jóhannesson, Reykjavík 1911.
- Ný lögfræðisleg formálabók. Jóh. Jóhannesson, Reykjavík 1911.
- Réttarstaða Íslands. Hið íslenzka þjóðvinafélag, Reykjavík 1913.
- Íslenzk þjóðfélagsfræði. U. M. F. Í., Reykjavík 1915.
- Meðferð opinberra mála. Háskóli Íslands, Reykjavík 1919.
- Þjóðréttarsamband Íslands og Danmerkur. Hið íslenzka bókmenntafélag, Reykjavík 1923.
  - Dänische Übersetzung: Den folkeretlige Forbindelse mellem Island og Danmark. Schultz, København 1926.
- Þjóðabandalagið. Háskóli Íslands, Reykjavík 1934.
- Réttarsaga Alþingis. Alþingissögunefnd, Reykjavík 1937.
- Ari fróði. Hið íslenzka bókmenntafélag, Reykjavík 1942.